# 高果糖浆

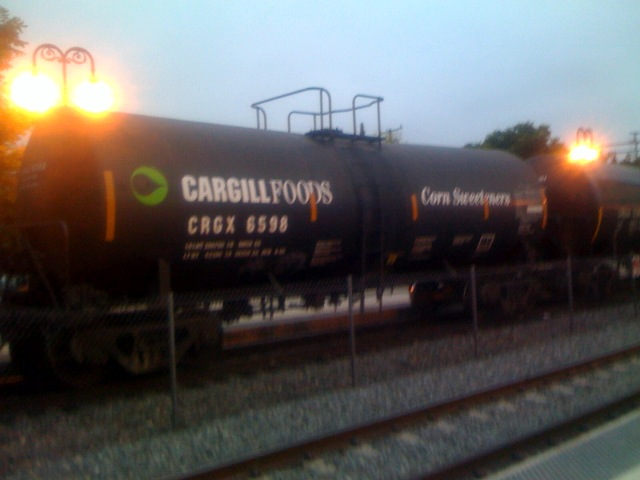
高果糖浆的運輸火車

D-果糖（左）vs. D-葡萄糖（右）

糖和甜味劑的相對甜度

高果糖浆，又称作果葡糖浆（见下文解释），是由植物淀粉水解和异构化制成的淀粉糖晶，用作甜味剂；一般要求果糖含量在42%以上。高果糖浆的制备方法，是以α-淀粉酶及γ-淀粉酶水解淀粉而得到糖化液，再经D-木糖异构酶的异构作用，将部分葡萄糖异构成果糖，形成含葡萄糖和果糖的混合糖浆。高果糖浆常分为“42果糖”（含42%果糖）及“55果糖”（含55%果糖）两种。
由于高果糖浆的异构制程，其属于一种葡萄糖异构糖浆（isoglucose）；又最常由玉米淀粉制作，因此常指高果糖玉米糖漿（high-fructose corn syrup）。
果葡糖浆（英語：glucose-fructose syrup）則囊括任何果糖和葡萄糖混合的糖浆，也可泛称一些低果糖含量的果葡混合糖浆；果葡糖浆包括了高果糖浆（包含不来自玉米的，见下文）以及蔗糖水解产生的转化糖浆等。
這種糖漿的製造技術由日本產業技術綜合研究所於1960年代後期至1970年代初開發。在美國，高果糖玉米糖浆比蔗糖便宜，几乎取代蔗糖而用於增加商業食品的甜味，例如各類飲品、麵包、麥片、零食、煙肉、酸奶、湯料和調味劑等。

## 生产

### 过程
在现代的生产过程中，含有淀粉的谷物（一般是玉米；在欧洲也有小麦）先被磨开提取淀粉浆液。淀粉通过“酸酶法”，先加入酸初步水解，再通过一系列耐高温的酶做成产品。第一步由α-淀粉酶将淀粉转化为糊精，第二步加入葡萄糖淀粉酶转化为葡萄糖。:808–813 这一步的葡萄糖经过过滤去除蛋白质成分，再通过活性炭吸附，最后使用离子交换树脂去除矿物质。得到的提纯葡萄糖溶液经过固定的D-木糖异构酶催化剂，形成果糖。葡萄糖异构酶在攝氏60至70度时催化效率最高时，葡萄糖的转化率可达到53.5%至56.5%，此反应需经较长时间达到反应平衡，因此在实际的催化反应上一次只能将45%左右的葡萄糖转化为果糖形成高果糖浆，在重复之前的提纯过程后得到42糖浆。其中一部分的42糖浆经过液相层析制成90糖浆，用于和42糖浆勾兑为饮料业最常用的55糖浆。:808–813:20–22
非玉米的高果糖浆来源有：
- 菊芋内含菊粉直接水解也可以制作高果糖浆，[6]果糖含量超过80%。[7]
- 蔗糖水解得到的转化糖浆可以通过异构酶制作高果糖浆，可以用于回收糖蜜。[8]

### 分類
一般的高果糖浆约有24%是水，0–5%为未消化的低聚葡萄糖，其余是按照标记量指定的果糖和葡萄糖。最常见的高果糖浆有：
- HFCS 42，又称“42果糖”或F-42，是淀粉直接生产的糖浆。其中42指去除水分后，果糖含量为42%；下同。42糖浆用于饮料、食品、烘焙等。[11][12]
- HFCS 55，是美国软饮料最常用的高果糖浆，甜度和蔗糖相当（水分抵消了额外果糖的甜度）。[13]
- HFCS 70 是一种新兴的高果糖浆。[14]

## 應用
高果糖漿的甜度可作為甜味劑的重要指標之一。高果糖漿被廣泛作為飲料、果凍、糖果、冰淇淋和調味食品的甜味劑，亦可代替蜂蜜用於製藥工業，或用於化工上生產甘露醇等。
高果糖浆在美國的飲食工業中受到重用，主要是傳統的蔗糖供應短缺和價格高企所導致；美國政府對進口蔗糖徵收關稅及津貼本土玉米產業，讓其產品之一的高果糖浆符合了美國商家的成本效益。而評論就高果糖浆得到廣泛應用表示關注，他們認為高果糖浆本身經過更為複雜的工業處理程序，比起蔗糖對人體健康帶來更多的壞處，包括影響進食者的味覺所導致的體重增加，高果糖浆亦被認為是有某些食品中含有的偏高水銀成份的來源，長期攝取會對神經系統造成損害。

## 健康风险
一些研究認為，高果糖漿裡面的葡萄糖跟果糖是分開的、而且果糖量略高於蔗糖，但蔗糖分子則是一個葡萄糖跟一個果糖組成，這樣的不同讓高果糖漿的健康風險高於蔗糖；也有統計認為，光是以高果糖漿取代蔗糖這件事，會明顯提高糖尿病的發病率，也就是說，一個人不用改變飲食及生活習慣，光是用蔗糖來取代高果糖糖漿，就可以減少糖尿病的發病率（或晚幾年發病）。
美國玉米加工協會對這些聲音進行反擊並製作網頁及廣告宣傳高果糖浆對比蔗糖沒有特別害處。美國醫學會則表示高果糖漿不大可能引致比蔗糖更嚴重的癡肥現象，因為兩者有相近的葡萄糖／果糖比例，但期望更多其他對該題材的獨立研究。自1976年至2010年為止，美國食品藥品監督管理局還是將高果糖浆與玉米糖漿分類為GRAS的「一般認可為安全」。
一些研究认为，糖的安全食用量很低，即使是天然来源的甘蔗或甜菜也不例外，长期摄入过量甜食会导致成瘾并增加患慢性病的风险，减少甜食摄入可能会引发严重的戒断症状。过去认为用果糖代替砂糖可以在相同甜度下减少热量摄入，并且在预防和控制糖尿病方面效果更好，但这一观点已受到挑战。有研究指出，果糖可能导致新陈代谢紊乱，增加患心脏病和糖尿病的风险，果糖的化学结构会刺激食欲，影响体内铬元素的正常功能，从而干扰血糖、胰岛素和胆固醇的水平。

## 研究
果糖主要是由基因改造玉米製造的，因此成本很低。玉米果糖已經上市40年了，由於價格便宜，漸漸為廣大的食品及飲料業者採用來取代高價的蔗糖。
2013年1月美國醫學會雜誌（JAMA）發表的研究發現，老鼠餵食玉米果糖以及餵食葡萄糖，以核磁共振偵測其腦部血流的變化。發現腦部下視丘紋狀體的飽食中樞的血流量，餵食玉米糖漿者老鼠並不會產生任何變化，而餵食葡萄糖血流量會降低。這代表玉米果糖並不會使老鼠產生飽足感，而停止攝取食物，如此很容易造成肥胖。這個觀察，可能解開現代人為何會肥胖的部份答案。這研究的發現也可以解釋，為什麼最近研究發現，使用代糖飲料愈多的人，肥胖愈厲害，且心臟血管疾病風險越高，都可能是代糖無法改變飽足中樞血流，而得到飽足感。
2013年1月的糖尿病照護雜誌（Diabetes Care），在美國青少年女性每天平均攝取玉米果糖132公克，男性每天攝取203公克，成人每天147公克。攝取玉米果糖愈多者，經由肝臟代謝產生的三酸甘油酯血中愈高。玉米果糖甚至干擾肝臟尿酸的代謝，造成血中尿酸的升高越嚴重。
健康人每天攝入高果糖糖漿每公斤體重3公克，吃過量，連續6天，就可能累積成脂肪肝，以60公斤男性為例，每天吃180公克的高果糖，連續6天就可能累積脂肪肝。
2015年3月號《營養學期刊》《 Journal of Nutrition 》中美國猶他大學醫學研究指出，食用高果糖漿的實驗母鼠，死亡率比食用一般糖分的母鼠高出1.9倍，一胎生育幼鼠的數量也減少26.4%。並表示約在1970年代中期，美國催動改用高果糖漿的食品潮流，這個改變剛好與糖尿病與肥胖症在美國盛行的開始時間高度吻合。
截至2022年并无有效证据表明高果糖浆相比等量蔗糖对人类的健康影响有任何不同。大量食糖本身就是不健康的。